# Дааг Дехлеві
Дааг Дехлеві (урду داغ دہلوی, гінді दाग़ देहलवी), справжнє ім'я — Наваб Мірза Хан (урду نواب مرزا خان, гінді नवाब मिर्ज़ा ख़ान), (нар. 25 травня 1831, Делі — помер 7 березня 1905, Хайдерабад) — видатний індійський поет, що відомий своїми віршами-газелями мовою урду. Належав до старої Делійської школи поезії. Він писав романтичні та чуттєві вірші і газелі простою мовою урду, зводячи до мінімуму використання перських слів. Він покладав великий акцент на ідіоми урду і його використання. Він писав під псевдонімом Дааг Дехлеві (Дааг походить від іменника урду, що означає печаль, в той час як Дехлеві вказує на походження з міста Делі). Дааг був шанованим поетом свого часу і визнаний найкращим індійським поетом-романтиком.

## Біографія

### Юність
Народився у 1831 році в Делі у районі Чандні-Човк у сім'ї Наваба Шамсуддіна Ахмед-хана, правителя міст Лотхару і Ферозепур Джхірка і Вазір Ханум, дочки ювеліра з Делі. Його мати була красивою жінкою. Вона була шалено закохана в Наваба і вийшла за нього заміж (це був його другий шлюб). Його батько був повішений за звинуваченням у змові у вбивстві Вільяма Фрейзера. Коли Даагу було чотири роки, на його тридцятичотирирічній матері одружився кронпринц Імперії Моголів Мірза Мухаммад Факхру, спадкоємці останнього хана Моголів Бахадура Шаха Зафара. Отже, Дааг мав привілейований статус в Червоному форті. Там він отримав кращу освіту під опікою поета Мохаммада Ібрагіма Заука. Пізніше, він також отримав уроки від Мірзи Галіба про більш тонкі нюанси літератури і поезії урду. Він також навчався каліграфії, верхової їзди.

### Літературне життя
Дааг належав до Дабістан-е-Дехлі (Делійська школа думки) і ніколи не дозволяв західним ідеям впливати на свою творчість. Він почав писати вірші у віці десяти років. Його сильною стороною був романтичний жанр поезії газель. На відміну від елітного стилю поетів того часу, його стиль був простим і був прийнятним як для звичайної людини так і для еліти.
Після смерті Факхру у 1856 році, Дааг разом з матір'ю покинув Делі, через нестабільну політичну ситуацію в місті. Вони попросили притулку у наваба Рампура Юсуфа Алі Хана Бахадура. Він влаштувався на державну службу і жив з матір'ю добре протягом 24 років. Потім настав період поневірянь і дискомфорту, після того, як помер наваб Рампура Наваб Калб-е-Алі-Хан.

### Життя в Хайдарабаді
Хайдарабад в той час була колискою багатьох видатних поетів урду того періоду після падіння Моголів в Делі, Ваджіда Алі Шаха і інших князів у Північній Індії.
Дааг відвідав Хайдерабад у 1888 році, проживав там протягом декількох місяців і був там дуже популярним. Він залишив місто після того, як правитель Хайдерабада Асаф Джах VI обмежив йому доступ до свого двору. Потім він все ж був запрошений і призначений придворним поетом і радником в 1891 році, у віці 60 років.
Поет отримав багатьох шанувальників за його ідіоми і стиль. Дааг був дуже популярним у поетичних зібраннях, що називалися мушайра. Він був дуже шанованою людиною, відомою витонченістю своєї мови. Дааг спочатку отримував зарплату 400 рупій, яка протягом короткого часу була збільшена до 1000 рупій, що дозволило йому жити розкішним життям. Він вважається останнім поетом-представником Делійської поетичної школи.

### Куртизанка Хіджаб
Дааг підтримував контакт з привабливою куртизанкою Хіджаб в Калькутті. Вона була великою прихильницею його романтичної поезії і використовувала її в своїх таваїф-спектаклях. Далі вони підтримували зв'язок за допомогою листів. Вона відвідала його в Хайдарабаді, коли Даагу було сімдесять років.

### Смерть
Він помер в 1905 році у віці 74 роки в Хайдарабаді після паралітичного інсульту. Похований на кладовищі Даргах Юсуфайн у Нампаллі.

### Особисте життя
Дааг був одружений і мав дітей. Часто в неспокійні часи він був далеко від своєї сім'ї і тоді писав вірші про тугу за сім'єю.

## Творчість
Його твори видані у чотирьох збірках, що складаються з 16 000 куплетів і маснаві. Останні два томи він написав, коли жив в Хайдарабаді.